# Lucio Autronio Peto
Lucio Autronio Peto (latino: Lucius Autronius Paetus) (fl. I secolo a.C.) è stato un politico e generale romano.

## Biografia
Figlio di Publio, Lucio fu un sostenitore di Ottaviano e per tale motivo divenne console suffetto il 1º gennaio del 33 a.C., in sostituzione di Ottaviano che tornava in Illyricum.
Successivamente nel 29 a.C. fu proconsole in Africa e vi rimase per un biennio; fu acclamato imperator dai suoi soldati ed al suo ritorno a Roma, nel 28 a.C., ebbe l'onore del trionfo.